# Week End - Una donna e un uomo da sabato a domenica
Week End - Una donna e un uomo da sabato a domenica (Week End) è un film del 1967 diretto da Jean-Luc Godard, impressionante ritratto dissacratorio della società consumistica.
Il film è famoso soprattutto perché contiene la carrellata più lunga della storia del cinema.Il lungometraggio di Godard film conclude con la provocatoria didascalia Fin du cinemà.

## Trama
Una giovane parigina, Corinne, racconta all'analista i propri sogni, che comprendono rapporti extraconiugali e esperienze omosessuali, con dovizia di particolari erotici. Come ogni fine settimana, Corinne e il marito Roland si accingono a andare a trovare i genitori di lei che vivono in campagna; ogni sabato i due mettono del veleno nella minestra del padre, nella speranza di una ricca eredità.
Ancora prima di partire sono testimoni e protagonisti di episodi di violenza gratuita nel caseggiato e nel parcheggio, poi lungo la strada incappano in una serie di incidenti stradali sempre più impressionanti. Con la loro cabriolet finiscono in un lunghissimo ingorgo (che il regista mostra con un memorabile piano sequenza di dieci minuti), e litigano con gli automobilisti fermi perché cercano in ogni modo di sorpassare. Finalmente superano l'incidente che ha provocato il blocco, con morti insanguinati riversi sul ciglio della strada. Più avanti assistono a uno scontro frontale un trattore e tra la spider di una ragazzina ricca, durante la quale ha perso la vita il ragazzo trasportato a bordo; la giovane insulta il contadino, poi si lascia consolare proprio da lui.
Più avanti i due vengono praticamente sequestrati da Maria Maddalena e dal conte di Cagliostro, che si proclama figlio di Dio e di Alexandre Dumas, ma riescono a liberarsi e continuano l'odissea. Costretti a proseguire a piedi, tentano senza successo di rubare l'auto a un giovane che telefona da una cabina pubblica; procedono tra esibizioni sempre più crude e sanguinose di incidenti stradali, con cadaveri disseminati e automezzi ribaltati e in fiamme, terribile rappresentazione del collasso della società borghese, mentre il viaggio si fa sempre più onirico e simbolico, la realtà si sfalda nel surreale. Incontrano anche personaggi letterari intenti nelle più diverse occupazioni: il giacobino Louis Saint-Just legge un proclama rivoluzionario mentre cammina nei campi, Pollicino è un uomo adulto e Emily Brontë cita un racconto prima che Roland le dia fuoco.
Roland e Corinne cambiano i vestiti laceri con quelli strappati alle vittime degli incidenti. Arrivati nel cortile di una fattoria, ascoltano insieme ai contadini e ai passanti un pianista che esegue un movimento di una sonata di Mozart e parla della musica contemporanea. Nei giorni successivi continuano a vagare, Corinne viene trascinata da un balordo che la violenta nell'indifferenza del marito. Ottengono un passaggio da due braccianti stranieri che poi devono sostituire nei lavori di manovalanza.
Prima che arrivino a casa dei genitori di Corinne è trascorsa una settimana intera, il padre è già morto. Per costringere la suocera a parlare, Roland la sgozza con un coltellaccio. Mentre tornano verso la città cadono in un'imboscata dei giovani guerriglieri del Fronte di Liberazione Marne et Oise, che li catturano insieme a dei gitanti intenti a un picnic. Vengono portati al campo, dove i rivoluzionari si nutrono di carne umana. Il capo li accoglie suonando la batteria e declamando versi di Lautréamont.
Costretti a rimanere al seguito dei guerriglieri, i due partecipano a un'azione armata durante la quale Roland tenta di fuggire, approfittando della confusione, ma viene colpito a morte. Il capo decide di scambiare Corinne con la propria compagna prigioniera, ma quest'ultima rimane uccisa nella sparatoria che ne segue. Corinne prende dunque il posto di amante del capo, e il suo primo atto nel nuovo ruolo consiste nel cibarsi della carne del marito.

## Critica
Week end chiude un ciclo nel lavoro di Jean-Luc Godard. È il suo ultimo film prima del Sessantotto, un lavoro di passaggio tra quei due periodi che nella sua biografia sono stati definiti “gli anni Karina” (dal nome della prima moglie Anna Karina, una delle icone della Nouvelle vague) e “gli anni Mao”, cioè quelli dell'impegno politico con conseguente destrutturazione e messa in discussione del linguaggio filmico.
Il budget di 950.000 franchi permette di ingaggiare due star in ascesa (Mireille Darc e Jean Yanne) e acquistare una quantità di automobili da distruggere che vediamo schiacciate, bruciate, schiantate e capottate lungo tutta la pellicola, compresa l'Alfa Romeo coupé blu di Godard che il regista sacrifica malgrado sia in ottimo stato.
Apparentemente, il lungometraggio origina da una critica sociologica della società contemporanea, come altri che lo precedono nella filmografia del regista franco-svizzero: crisi della famiglia borghese, con conseguente crisi di valori morali, mito della mobilità individuale e questione del tempo libero. Godard parte dall'idea iniziale di una scommessa formale; la struttura del film deve ruotare intorno a due sequenze, delle quali due sono autentici virtuosismi: l'ingorgo automobilistico e il concerto in cascina. La prima mostra con un unico piano sequenza una carrellata di 300 metri lungo un tratto di strada; la seconda è ripresa con una triplice panoramica circolare con la camera rivolta verso l'esterno, accompagnata dal suono del pianoforte, per mostrare la reazione di tutti gli ascoltatori nell'aia della cascina. Per la precisione, le sequenze-chiave sono in origine quattro, tutte conservate nella versione finale, perché occorre aggiungere alle due principali anche il discorso politico di un nero e un arabo rivolti alla telecamera (con parole delle Black Panthers) e soprattutto la lunga confessione erotica di Corinne.
Godard impone al suo direttore della fotografia Raoul Coutard di lavorare con una pellicola Eastmancolor ma a sensibilità raddoppiata, con il forte rischio di sovra-esposizione. Per ottenere l'estetica “chiassosa” richiesta, l'operatore deve chiudere il più possibile il diaframma della macchina da presa e utilizzare più di un filtro davanti all'obiettivo.
La violenza irrazionale e immotivata alla quale si abbandonano tutti i personaggi è anche violenza dell'immagine, i cadaveri bruciati e le auto distrutte giacciono in ambienti naturali di suggestiva bellezza. Il finale è una sinfonia dell'orrore, la macellazione dal vivo di un maiale simboleggia quella che presto dovrà subire Roland ferito a morte: “Bisogna superare gli orrori della borghesia con orrori ancora maggiori” dice il capo dei guerriglieri. Uomini e donne al volante perdono tutta la propria umanità; Godard sembra odiare la società in cui vive, e senza dubbio è disgustato dai personaggi che lui stesso mette in scena. Non è un caso che scelga per il ruolo principale un'attrice che non trova simpatica; ricorda Mireille Darc, che affascinata da Pierrot le fou si offre esplicitamente di lavorare con lui:
(Mireille Darc)
Durante tutte le riprese, il regista non cessa di umiliare i suoi attori principali, che sopportano stoicamente e non abbandonano il lavoro. Godard tratta i suoi protagonisti non come attori in carne e ossa, bensì come personaggi di fantasia, senza affetto e senza considerazione; non come se girasse un film, bensì come se scrivesse un libro con carta e inchiostro. D'altronde, il pubblico va al cinema a vedere un film di Godard, non un film con Mireille Darc o Jean-Paul Belmondo o Brigitte Bardot.
Il lungo monologo erotico di Corinne è ispirato esplicitamente alla confessione di Bibi Andersson nel film di Ingmar Bergman Persona, che Godard vide nella primavera 1967 e dal quale rimase molto impressionato. Mireille Darc, inquadrata in controluce e vestita solo di reggiseno e mutandine, racconta l'incontro con uno sconosciuto, il rapporto sessuale in auto e poi a casa, con l'intervento di un'amica. Il testo recitato è liberamente ispirato a Storia dell'occhio di Georges Bataille.
La scena finale, con Corinne che si ciba della carne di Roland, non è altro che la sublimazione di un desiderio inconscio della donna: liberarsi del marito per potersi accoppiare con un altro più forte di lui. Godard trasforma la violenza in spettacolo, infatti questo film apocalittico e arrabbiato è anche tra i più divertenti del regista; il Sessantotto è dietro l'angolo, ma una delle sue parole d'ordine, “L'immaginazione al potere”, è già messa in pratica in questo film amaro, violento e colorato.

## Espedienti narrativi

### La carrellata
La scena dell'ingorgo di auto viene girata il 2 ottobre 1967 in prossimità della cittadina di Oinville-sur-Montcient, lungo la strada D913 che conduce da Meulan-en-Yvelines a Vétheuil. I tre giorni precedenti sono consacrati a preparare gli automezzi sulla carreggiata, fiancheggiata da alberi. La macchina da presa, installata su rotaie nel campo di fianco alla strada, si muove alla stessa velocità della cabriolet nera degli attori, che supera con estrema lentezza la coda dell'ingorgo. In totale il piano sequenza dura oltre 9 minuti primi per 300 metri di lunghezza.